# دیومدس (پسر آرس)
دیومدس (به انگلیسی: Diomedes)، در اسطوره‌های یونان، پادشاه بیستون‌ها در تراکیا است.
دیومدس پسر آرس و کورنه بود. چهار مادیان داشت که از گوشت انسان تغذیه می‌کردند. هشتمین شاهکار هرکول رام کردن این مادیان‌ها و کشتن دیومدس بود.